# Raymond Schultz
Raymond Schultz ist ein kanadischer lutherischer ehemaliger Leitender Bischof der Evangelisch-Lutherischen Kirche in Kanada.

## Leben
Schultz studierte an der University of Saskatchewan lutherische Theologie in Kanada. Von 1998 bis 2001 war Schultz lutherischer Bischof der Synode von British Columbia. Von 2001 bis September 2007 war Schultz als Nachfolger von Telmor Sartison Leitender Bischof der Evangelisch-Lutherischen Kirche in Kanada. Seine Nachfolgerin im Amt wurde 2007 Susan Johnson.